# Ґузд (Радомський повіт)
Ґузд (пол. Gózd) — село в Польщі, у гміні Гузд Радомського повіту Мазовецького воєводства.
Населення — 1361 особа (2011).
У 1975-1998 роках село належало до Радомського воєводства.

## Демографія
Демографічна структура станом на 31 березня 2011 року:
|          | Загалом | Допрацездатний вік | Працездатний вік | Постпрацездатний вік |
| -------- | ------- | ------------------ | ---------------- | -------------------- |
| Чоловіки | 669     | 183                | 453              | 33                   |
| Жінки    | 692     | 172                | 436              | 84                   |
| Разом    | 1361    | 355                | 889              | 117                  |